# Clark Olofsson
Clark Oderth Olofsson (under en period Daniel Oderth Demuynck), född 1 februari 1947 i Trollhättans församling, Älvsborgs län, död 24 juni 2025 i Arvika, Värmlands län, var en svensk brottsling. Han blev beryktad och rönte stor massmedial uppmärksamhet efter att ett flertal gånger ha begått grova brott, däribland mordförsök, misshandel, rån och narkotikahantering, och inte minst för hans inblandning i Norrmalmstorgsdramat.  
Olofsson, som tillbringade mer än hälften av sitt liv på kriminalvårdsanstalter, har kallats "Sveriges första popgangster" då han trots de begångna brotten behandlades varsamt av media och väckte mer nyfikenhet än fruktan kring sin person. Olofsson var enligt en gallupundersökning i USA en tid sedd som en av Sveriges mäktigaste män. Han har beskrivits som "en rebell på 60-talet, idol på 70-talet, nyrik på svart diamanthandel på 80-talet och knarkhandlare på 90-talet".
Efter att ha avtjänat drygt tio år i fängelse efter sin sista dom (bland annat för narkotikasmuggling) blev Olofsson i juli 2018 åter en fri man. Han avled i frihet 2025.

## Biografi

### Uppväxt
Olofsson var son till bagaren och maskinisten Sten Odert Alfons Olofsson och Inga-Britt Naemi Margareta Olofsson, ogift Bengtsson. Han växte upp i ett hem med omfattande alkoholproblem och när han var åtta år gammal stod hans mor ensam med honom och hans två yngre systrar. Moderns sociala problem föranledde att de tre barnen placerades i fosterhem. När hon återhämtat sig och fått anställning som affärsbiträde samlade hon familjen igen i en lägenhet i Slätta Damm på Hisingen i Göteborg. En son i grannfamiljen var den framtida journalisten Janne Josefsson, fem år yngre än Clark. Familjen flyttade senare till Köldgatan i Biskopsgården. I tonåren började Olofsson som lärling på Götaverken i Göteborgs hamn och vid 15 års ålder gick han till sjöss och åkte jorden runt på ett lastfartyg.

### 1960–1980-talet

#### Första fängelsedomen
År 1963, 16 år gammal, placerades Olofsson på ungdomsvårdsskola efter flera småbrott. I november 1964 döms han till ett års fängelse för flera fall av stölder, men blir villkorligt frigiven ett halvår senare.
I augusti 1965, medan han var på rymmen från ungdomsvårdsskolan, befann sig Olofsson och två kumpaner vid statsminister Tage Erlanders tjänstebostad på Harpsund och plockade åt sig av vindruvor, gurkor och tomater i växthuset. De upptäcktes dock av trädgårdsmästaren och flydde samt fick lift med en bil in till Flen.
Tre månader efter inbrottet misshandlade Olofsson två polismän som jagade honom i Eskilstuna och den 4 februari 1966 dömdes han till tre års fängelse, hans tredje dom och första riktiga fängelsedom.

#### 1966 - 1973: Riksbekant brottsling, dömd till långt straff, rymning
På våren 1966 rymde Olofsson ur ett fängelse, Tidaholmsanstalten, för första gången.
Den 29 juli 1966 blev en polisman skjuten till döds med en kpist när han undersökte ett inbrott i en cykelaffär i Nyköping. Mördaren hette Gunnar Norgren, den andre inbrottstjuven var Olofsson, och de båda undkom gripande. I och med händelsen inledde Olofsson sin bana som riksbekant brottsling. Efter en månad på rymmen under stor uppmärksamhet greps slutligen Olofsson i Göteborg. I samband med gripandet sköt han mot poliserna, och träffade en av dem i axeln. Olofsson dömdes i tingsrätten till tio års internering, men hovrätten ändrade domen till åtta års fängelse för mordförsök. Olofsson hade nu vunnit stor berömmelse, och han fick även beundrarbrev från kvinnor. Den 7 juli 1967 under mediabevakning förlovar sig Olofsson i fängelset med Madiorie Britmer, beskriven som en överklassflicka.
Den 4 februari 1969 rymde Olofsson från fängelset och flydde till Kanarieöarna. Han greps sedan i en lägenhet i Frankfurt. Den 5 augusti 1972, två månader före muck, rymde han från Lingatans fångvårdsanstalt, en öppen anstalt i Bohuslän. Den 2 februari 1973 greps han i matsalen på Kurhotellet i Ulricehamn sedan polisen hade fått ett tips efter att en städerska hade sett en pistol på ett av hotellrummen. Vid gripandet hade han varit på rymmen i sju månader och rånat en bank i Göteborg. Han dömdes i maj 1973 till sex års fängelse och fördes till interneringsfängelset i Kalmar.

#### Norrmalmstorgsdramat
I juli 1973 lyckades Olofsson spränga sig ut ur Kalmarfängelset, och en annan förrymd fånge, Janne Olsson, står beredd med en flyktbil. Fritagningsförsöket misslyckades dock, och Olofsson kunde åter gripas, men en månad senare ska Janne Olsson göra ett nytt försök.
I augusti 1973 satt Olofsson på Norrköpingsanstalten när Janne Olsson gick in och tog gisslan på Kreditbanken på Norrmalmstorg i Stockholm i det som kom att kallas Norrmalmstorgsdramat. Olsson krävde att Olofsson skulle komma till platsen, varvid Olofsson hämtades på anstalten och togs till banken. Där blev han en del av dramat och tillbringade sex dygn inne i banken tillsammans med gisslan och Janne Olsson, och han verkade som medlare mellan Olsson och polisen.
Olofsson fälldes sedan i tingsrätten för medverkan i dramat, men friades i Svea hovrätt. Han hade, enligt honom själv, agerat för att skydda gisslan och hade polisens tysta medgivande till det. I efterhand har han beskrivit det som en rolig upplevelse, och har erkänt att han lyckades få med sig pengar från banken. Efter gisslandramats upplösning fördes Olofsson tillbaka till fängelset för att avtjäna resterande tid av sitt tidigare straff. Han sökte nåd hos regeringen men ansökan avslogs tillsammans med hans begäran om att få studera juridik.

#### 1975 - 1976: På rymmen, rekordrån, nytt straff och äktenskap
Den 20 mars 1975 rymde han från Norrköpingsanstalten och i april gick han in på en bank i Köpenhamn med en pistol i varje hand. Han sköt ett skrämskott och kom över 194 000 kronor. En månad efter rymningen befann sig Olofsson i Marseille i södra Frankrike. Tillsammans med en bankrånarkumpan köpte han segelbåten Saga för 50 000 franc och under tre månader seglade de runt i Medelhavet. I augusti gick de genom Gibraltar sund, ut på Atlanten förbi ögruppen Azorerna. Med hjälp av det helt ovetande paret Inger Alfvén och Mikael von Heijne från Djursholm, på väg hem från Västindien, kom Olofsson på rätt kurs hemåt och nådde till slut Irland. Därifrån tog de sig till Danmark, där dansk polis identifierade dem, men Olofsson kom undan än en gång. Först i januari 1976 fick polis vittring på honom igen och lyckas ringa in honom i en vägkorsning utanför Bryssel. Han lyckades dock skjuta sig fri och kunde fortsätta sin färd på rymmen. På ett tåg i Västtyskland under denna flykt träffade han den 19-åriga Marijke Demuynck, och de fortsatte hålla kontakten.
Den 24 mars 1976 rånade Olofsson Handelsbanken på Östra Hamngatan 27 i Göteborg på 930 000 kronor – vid denna tidpunkt det största rånbytet i svensk kriminalhistoria. Han greps nio timmar efter rånet, på hotell Gyllene Kärven i Herrljunga. 230 000 kronor återfanns vid gripandet av Olofsson, resten kom aldrig till rätta. För rekordrånet dömdes han till åtta års internering. Tre veckor efter domen, i juli 1976, gjorde han dock ännu en spektakulär rymning, denna gång blev han fritagen från Norrköpingsanstalten av en lastbil som körde rakt igenom tre fängelseportar. Tillsammans med ett antal medfångar flydde han till en väntande flyktbil.
Den här flykten blev dock kortvarig, och 31 juli 1976 greps han i Halmstad och fördes till Kumlaanstalten. Den 12 augusti 1976 gifte sig Olofsson och Marijke Demuynck i en avskalad ceremoni inne på anstalten.

#### Journaliststudier, frigivning och ny fängelsedom
År 1979 påbörjade Olofsson som intern studier i journalistik vid institutionen journalisthögskolan på Stockholms universitet. Han gjorde praktik hos tidningen Arbetaren. Under en permission på Möja midsommarafton 1980 uppstod bråk efter att Olofsson blivit igenkänd, och han knivhögg den 28-årige fiskaren Leif Sundin. Domen blev två och ett halvt år för misshandel. Hans studier blev avbrutna av domen, men han tog till slut examen på journalistlinjen 1983.
Olofsson blev frisläppt 1984, för första gången hade han avtjänat ett straff till fullo utan att rymma och han är en fri man. Han lämnade då Sverige med sin belgiska fru och bosatte sig i hennes hemland, där han lever lyxliv och enligt egen utsago gör affärer med ädelstenar. I november 1984 greps han i kustorten Blankenberge i Belgien, misstänkt för att ha försökt smuggla in 25 kilogram amfetamin i Sverige med den så kallade Televerksligan. Han dömdes mot sitt nekande till tio års fängelse för medhjälp till grovt narkotikabrott.

### 1990–2010-talet

#### Frisläppt med namn- och landbyte, dömd för knarksmuggling
Den 10 oktober 1991 släpptes Olofsson fri och bytte samtidigt namn till Daniel Demuynck. Han flyttar då till en 16-rumsvilla på den belgiska landsbygden, åtta mil utanför Bryssel, tillsammans med sin hustru Marijke Demuynck.
I juli 1996 greps Olofsson utanför en bank i Oslo då polisen trodde att han förberedde ett rån. Han släpptes efter ett dygn. 
En stormig novembernatt räddades han av sjöräddningens helikopter utanför Hallandskusten efter att hans träsnipa slagits sönder mot klipporna. Några veckor senare omhändertogs han för rattfylla i Stockholm.
Den 15 april 1998 greps han på Teneriffa som huvudman för knarksmuggling efter att ha varit internationellt efterlyst via Interpol i flera månader. Han utlämnades till Danmark och efter en uppmärksammad rättegång i Frederikssund dömdes han 1999 till 14 års fängelse för att ha smugglat in 49 kilo amfetamin i Danmark. Det var då det strängaste straffet för narkotikabrott som utdömts någonsin i dansk rättshistoria. Under tiden i Danmark satt han på isoleringsavdelningen på Vestre Fængsel i Köpenhamn. Han frigavs villkorligt den 9 maj 2005.

#### Konstkuppen på Moderna Museet 1993
Den 8 november 1993 skedde ett inbrott på Moderna Museet i Stockholm. Tjuvarna hade tagit in sig genom taket (en så kallad rififikupp). Fem tavlor hade stulits och en statyett av Pablo Picasso samt två tavlor av konstnären Georges Braque från Moderna Museet. Det sammanlagda bytesvärdet uppgick till nästan 500 miljoner kronor. 
Alla gärningsmän blev gripna och dömdes men det saknades fortfarande värdefull konst. På sensommaren 1994 greps tre personer i Bryssel när de försökte sälja ett av de stulna verken – Picassomålningen "Kvinna med svarta ögon" – värderad till 48 miljoner kronor. Vid slutet av januari 1995 avslöjades att ytterligare tre av de stulna konstverken kommit till rätta, värderade till ungefär 250 miljoner kronor. Det var Picassos "Källan", ett verk av Braque, "Slottet", samt en skulptur av Picasso. Samtliga konstverk som stals vid konstkuppen mot Moderna Museet återfanns, förutom "Den vita duken" även kallad "Stilleben", målad av Braque 1928.
Clark Olofsson agerade som mellanhand i konstkuppen. Han uppgav själv i en intervju i podcasten "Olöst" från 2020 att hans uppgift var att hitta köpare till dessa värdefulla verk. Han påstod att han inte visste vart "Den vita duken" av Braque – det enda konstverket som fortfarande saknas – tog vägen. Olofsson uppgav i intervjun att han undvek vara inblandad i kriminalitet som berör konst, eftersom detta är komplicerat och det finns många bedragare. Han nämnde även att hans personliga favorit av de stulna verken var "Den vita duken" av Braque.

#### Ny knarksmugglingsdom, livstids utvisning, överförd till Belgien
På kvällen den 19 juli 2008 greps Olofsson och tre andra personer intill Apelvikens camping i Varberg. Polisen hade spanat på honom i åtta månader och han misstänktes vara huvudman i en stor knarkhärva. Samtidigt slog polisen till mot en narkotikatransport vid Årsta partihallar i Stockholm. Sammanlagt anhölls sex personer i Stockholm och Varberg misstänkta för grovt narkotikabrott och medhjälp. Olofsson häktades i slutet av 2008 för att ha försökt smuggla in 100 kilo amfetamin och 76 kilo cannabis från Nederländerna. Östgötapolisen hade kommit narkotikaligan på spåren genom spaningsfilmer och telefonavlyssning sedan 2007. Rättegången inleddes den 2 juni 2009 och Olofsson dömdes den 31 juli 2009 till 14 års fängelse, följt av livstids utvisning, av Linköpings tingsrätt för grovt narkotikabrott och försök till grovt narkotikabrott. Han dömdes till nio års fängelse för sina narkotikaaffärer och tvingades avtjäna ytterligare fem år för att han fortsatt sin brottslighet efter en tidigare dom. 
Då han återföll i brott efter frigivandet 2005 hade tingsrätten förverkat fem år av hans villkorliga frihet på sju år och därmed blev Olofssons straff i praktiken 14 år. Den 7 december 2009 fastställde Göta hovrätt fängelsedomen.
Fram till hösten 2012 satt han på Anstalten Saltvik i Härnösand innan han flyttades till Kumla. Den 5 mars 2013 lämnade Olofsson in sin 24-sidiga resningsansökan till högsta domstolen där han bland annat tog tillbaka sitt erkännande.
Den 15 november 2016 överfördes Olofsson till fängelse i Belgien.
2015 gav han ut första delen av sina memoarer.

#### Åter i Sverige
Den 30 juli 2018 släpptes Olofsson fri från fängelset och tog genast flyget till Sverige. I tidiga intervjuer sade han sig "inte ångra nånting" av sitt liv och att han i framtiden skulle bli en "lycklig pensionär". Han kunde återvända till Sverige sedan han återfått sitt svenska medborgarskap, som han tidigare frånsagt sig, trots den tidigare livstidsutvisningen.
I dokumentärserien Från Hisingen till Casablanca, av TV-journalisten Janne Josefsson, intervjuas Clark Olofsson i avsnitt tre av serien, sänt i SVT 1 januari 2021. I programmet hävdade Olofsson att han planerade att återgå i brottslighet. Han sade bland annat att han hade "vissa planer" och "är öppen för illavarslande förslag" om framtida brottsliga dåd. Han sade sig också inte tycka att det var moraliskt fel att utsätta människor för grov brottslighet, utan ansåg att alla människor skulle få bestämma helt själva vilka handlingar de vill utföra, även inkluderat grova brottsliga handlingar mot helt oskyldiga.
Olofsson avled 2025 i Arvika efter en längre tids sjukdom.

### Privatliv
Den 7 juli 1967 förlovade sig Olofsson i fängelset med Madiorie Britmer. Han gifte sig 1976 med Marijke från Belgien och de bodde tidvis i ett större hus på den belgiska landsbygden och fick tillsammans tre söner. Han fick under äktenskapet två döttrar tillsammans med två andra kvinnor, samt en son född 2011 tillsammans med dåvarande fästmön Angelique.

## Populärkultur

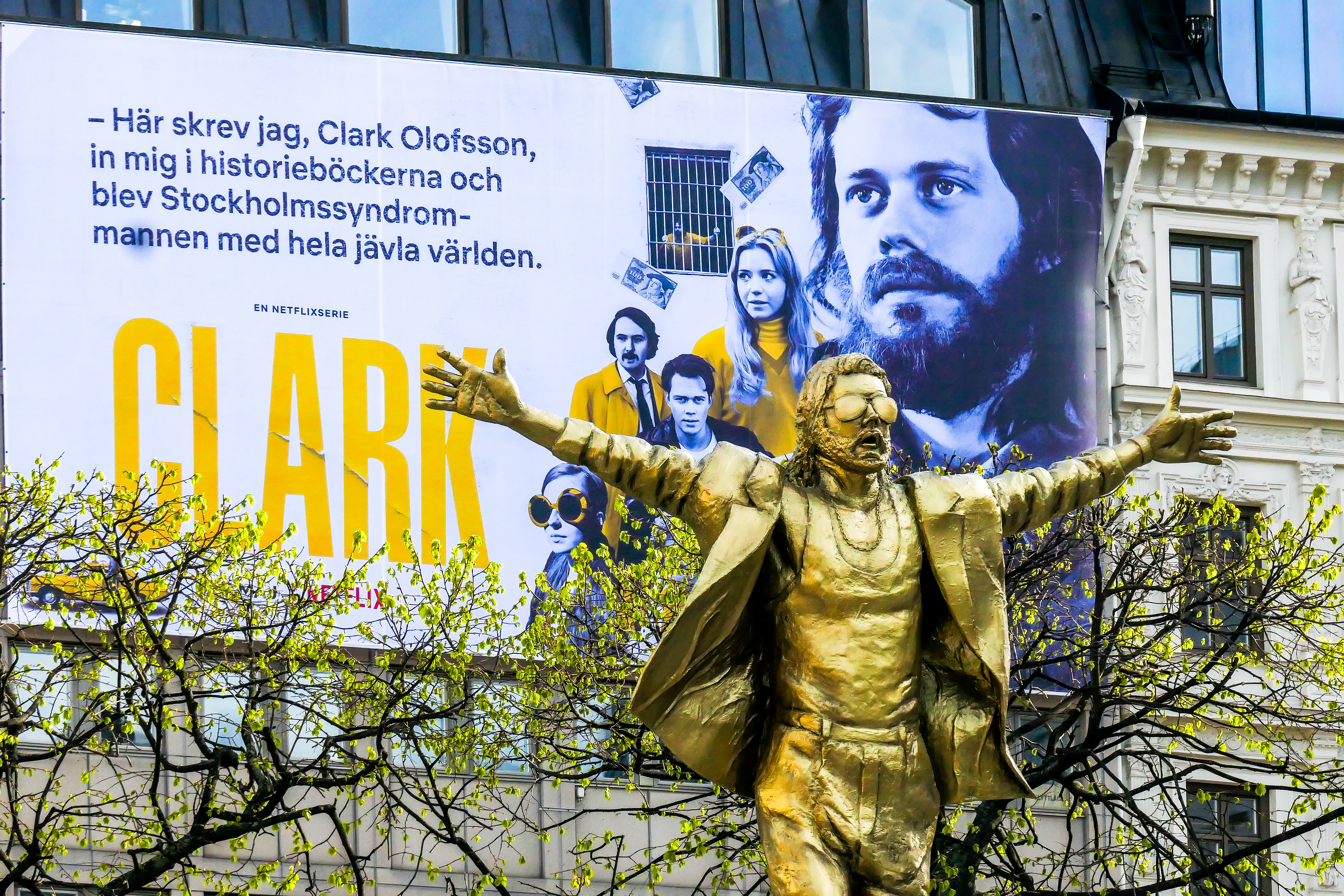
Reklamkampanj på Norrmalmstorg i Stockholm i maj 2022 inför Netflix-serien Clark.

- I filmen Clark (1977) porträtteras han av Mats Norryd[35]
- I filmen Norrmalmstorg (2003) porträtteras Clark Olofsson av Shanti Roney.
- I låten I Roffes barndom av Roffe Ruff omnämns Olofsson flera gånger.
- I den kanadensiska filmen Stockholm (2018)[36] med Ethan Hawke och Noomi Rapace, som inspirerats av Norrmalmstorgsdramat, spelas Olofsson (som i filmen kallas Gunnar Sorensson) av brittiske skådespelaren Mark Strong.
- Bill Skarsgård porträtterar Olofsson i Netflix-serien Clark (2022).[37]